# Senopterina chiriquiana
Senopterina chiriquiana är en tvåvingeart som beskrevs av Willi Hennig 1940. Senopterina chiriquiana ingår i släktet Senopterina och familjen bredmunsflugor.
Artens utbredningsområde är Panama. Inga underarter finns listade i Catalogue of Life.